# Ophiolepis pacifica
Ophiolepis pacifica är en ormstjärneart som beskrevs av Christian Frederik Lütken 1856. Ophiolepis pacifica ingår i släktet Ophiolepis och familjen Ophiolepididae. Inga underarter finns listade i Catalogue of Life.